# Le chevalier délibéré

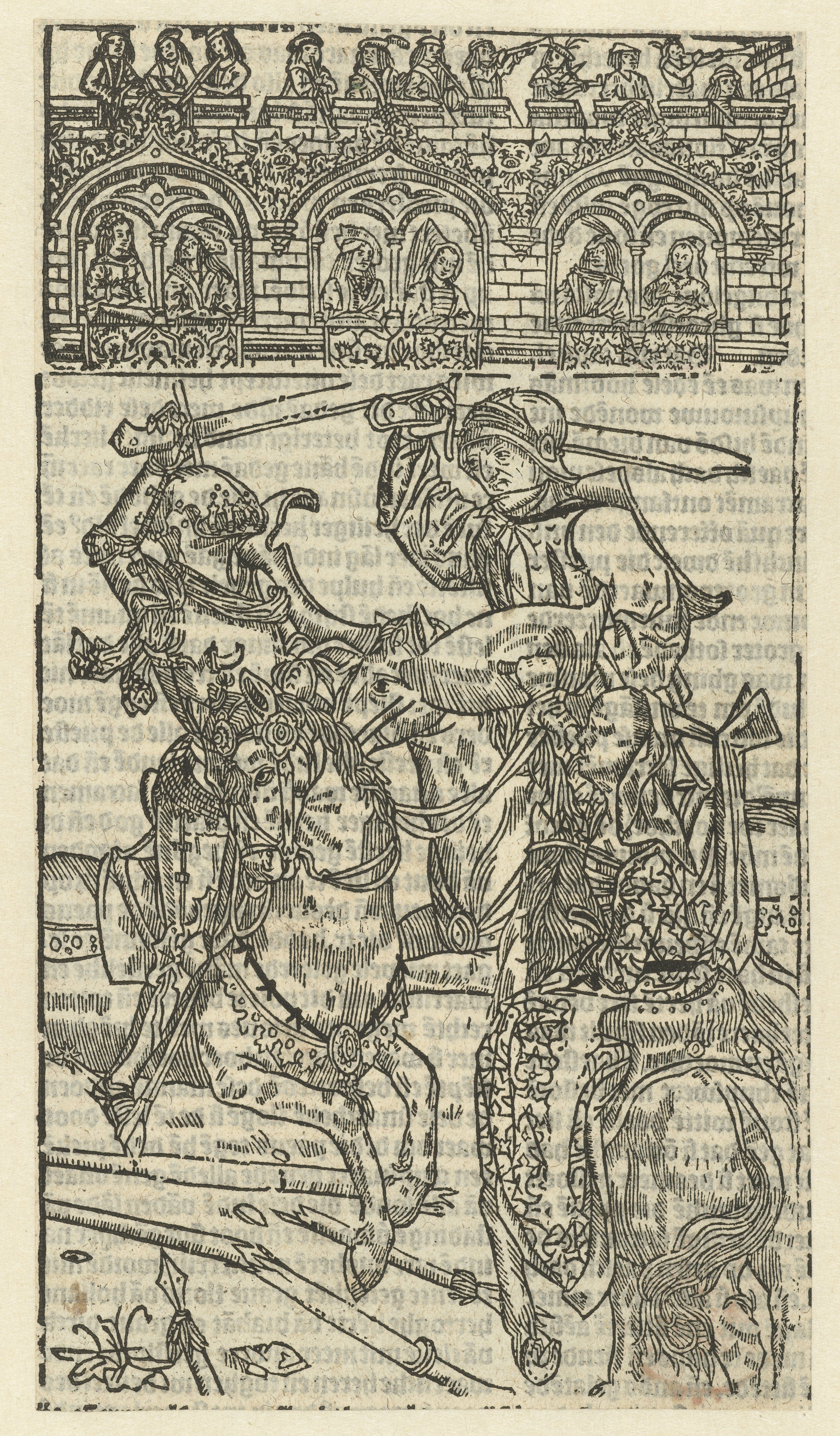
Houtsnede voor Le chevalier délibéré

Le chevalier délibéré ("De vastberaden ridder") is een Frans dichtwerk van Olivier de la Marche uit 1483. Het is een sleutelwerk van de Bourgondische cultuur, tot stand gekomen aan het Brusselse hof van keizer Maximiliaan I kort na de dood van Maria van Bourgondië. De toon is melancholisch. Naar de vorm bestaat het werk uit 338 huitains en is het sterk allegorisch van inslag.

## Inhoud
Het verhaal is een queeste naar verlossing. De ik-verteller is een ridder in de herfst van zijn leven genaamd Acteur. Hij beseft dat hij zijn jeugd op een dwaze manier heeft verspild en beslist – vóór hij zich terugtrekt in een klooster om te sterven – een tocht te ondernemen om de onoverwinnelijke ridders van de Dood te bevechten, Accident (Ongeluk) en Debile (Ziekte), handlangers van de godin van de dood Atropos. Op zijn reis treft hij eerst personen op die hem spiritueel en praktisch advies verlenen. Na twee dagen raakt hij in duel met Hutin (Hoogmoed), die hem dreigt te overwinnen, tot het gevecht wordt gestopt door tussenkomst van de jonkvrouw Reliques de jeunesse (Overblijfselen van de jeugd). Vervolgens komt Acteur bij de kluizenaar Entendement (Verstand), die hem met allerlei voorwerpen aan het denken zet over zijn sterfelijkheid. Na deze ontmoeting komt hij de sterkste tegenstander tegen, Eaige (Ouderdom). Als straf krijgt Acteur een baard die steeds grijzer wordt en mag hij zich niet meer inlaten met mooie vrouwen. Dan komt Acteur aan het Palais d'Amours (Paleis der Liefde), bewoond door mooie en jonge mensen. Overeenkomstig zijn straf laat hij dit links liggen en vervolgt hij zijn weg naar Bonne Aventure (Goede Levensloop), een plaats van studie. Fresche Mémoire (Verse Herinnering) ontvangt hem en laat hem de graven van machtige koningen, prinsen en ridders zien. Daarna volgt het het toernooi waarvoor hij is gekomen, met als scheidsrechter de godin van de dood Atropos. Eerst is Acteur toeschouwer bij een steekspel tussen Filips de Goede en Debile, dat de Bourgondische hertog verliest. Het tweede gevecht gaat tussen zijn zoon Karel de Stoute en Accident. Die laatst wint, en verslaat in het derde gevecht ook Karels dochter Maria van Bourgondië. Acteur wil in het strijdperk treden tegen Accident en Debile om de Bourgondiërs te wreken, maar dat wordt hem verhinderd. Zijn uur is nog niet gekomen. Hij krijgt de opdracht een boek te schrijven over zijn avontuur om de mensen hun leven en hun aanstaande dood te laten overdenken.

## Receptie
Het boek werd voltooid in april 1483 en circuleerde aanvankelijk als manuscript, vaak in prachtig verluchte exemplaren. Zeker achttien ervan zijn bewaard. Vooral bij de adel in de Habsburgse Nederlanden was het populair, maar er kwam in 1486 ook een Franse imitatie (Le chevalier bien advisé). De eerste druk van De la Marches boek verscheen in 1488 in Parijs en het volgende jaar legden de broeders van het Gemene Leven het in Gouda op de persen. De houtsneden waren hoogstaand en werden ook in andere werken hergebruikt. Weldra volgden Nederlandse vertalingen door Pieter Willemsz (1492) en door Jan Pertcheval (1493). Hun teksten werden enige tijd later ook gedrukt, maar circuleerden minder. Later kwamen er Spaanse en Engelse vertalingen. Pas na de 16e eeuw raakte het werk uit de mode.
Le chevalier délibéré was het lievelingsboek van keizer Karel V. Veel van het advies eruit nam hij in 1543 over in de handgeschreven instructies voor zijn zoon Filips. Hij maakte zelf een Spaanse prozavertaling, die hij in 1553 op vers liet zetten door Hernando de Acuña. Op diverse momenten liet de keizer blijken hoe sterk hij zich deze leefwereld en waarden eigen had gemaakt, zoals wanneer hij in 1528 en in 1536 complexe politieke conflicten probeerde op te lossen door een duel aan te bieden.

## Edities (selectie)
- Le chevalier délibéré, Parijs, Antoine Vérard, 1488
- Le chevalier délibéré, Gouda, Collaciebroeders, 1489
- Den camp vander doot, Schiedam, Otgier Nachtegael, 1503 (vertaling van Jan Pertcheval uit 1493)
- Vanden ridder welghemoet, Leiden, Jan Seversz, 1508 (vertaling van Pieter Willemsz uit 1492)
- El cavallero determinado, Antwerpen, Juan Steelsio, 1553 (vertaling van Hernando de Acuña)
- Discurso de la vida humana, y aventuras del Cavallero determinado, Antwerpen, Martin Nucio, 1555 (vertaling van Jerónimo Jiménez de Urrea)
- The Travayled Pylgrime, Bringing Newes from all Partes of the World, London, Denham, 1569 (vertaling van Stephen Bateman)
- The Resolued Gentleman, London, Watkins, 1594 (vertaling van Lewes Lewkenor)

## Moderne uitgaven (selectie)
- Olivier de La Marche, Le chevalier deliberé (The Resolute Knight), ed. C.W. Carroll, vert. L.H. Wilson & C.W. Carroll, 1999. ISBN 0866982418 (Frans-Engels)
- Olivier de La Marche, Le chevalier délibéré, ed. Sylviane Messerli, 2010. ISBN 2130567371 (Middelfrans-Frans)

## Voetnoten
1. ↑  Geoffrey Parker, Emperor. A New Life of Charles V, 2019, p. 33-34

- Bibliothèque nationale de France: cb13188707p (data)
- Library of Congress Control Number: n2021013618
- Système universitaire de documentation: 131339508
- Virtual International Authority File: 6078159279149908160004